# 원더 보이스 (영화)
《원더 보이스》(영어: Wonder Boys)는 2000년 개봉한 미국의 코미디 드라마 영화이다.
이 영화는 카네기 멜런 대학교, 채텀 대학교, 피츠버그 대학교, 셰이디 사이드 아카데미 등 펜실베이니아주 피츠버그에서 촬영되었다. 그 외 펜실베이니아 촬영 장소에는 비버, 로체스터 및 로스트레이버 타운십이 포함돼 있다.
영화가 흥행에 실패한 후 새로운 홍보 전략과 2000년 11월 8일 재개봉으로 관객을 찾으려는 두 번째 시도가 있었는데, 이 역시 재정적인 실망감을 안겨주었다. 그럼에도 불구하고 이 영화는 2001년 제73회 아카데미상에서 각색상을 포함해 3개 부문에 후보에 올랐고, 밥 딜런의 “Things Have Changed”가 주제가상을 수상했다.

## 줄거리
대학교 창작 수업 교수인 소설가 그레이디 트립은 대학 총장인 세라 개스켈과 불륜 관계를 맺고 있으며, 세 번째 아내는 그를 막 떠난 참이다. 세라의 남편 월터는 하필 그레이디가 속한 영문과의 학과장이다. 그레이디는 오랜 시간 완성하지 못했으며 2500쪽이 넘는 두 번째 소설을 끝내려 하지만, 만족스러운 결말을 짓지 못하고 방황하며 대마에 의존한다.
그의 수업에는 제임스 리어와 해나 그린이라는 뛰어난 작문 실력을 가진 두 학생이 있다. 해나는 그레이디에게 끌리지만 그는 이에 응해주지 않는다. 개스켈 부부의 파티에서 세라는 그레이디에게 그의 아이를 임신한 사실을 밝힌다. 제임스는 그레이디가 개스켈 부부의 개에게 공격을 당하자 장난감 총이라고 우기던 진짜 총으로 개를 쏘고, 귀한 매릴린 먼로 수집품을 훔친다. 그레이디는 제임스가 자살할까 봐 걱정하여 그가 자신을 따라다니게 내버려 두지만, 차차 제임스가 늘어놓은 사연들이 자신에게서 동정심을 이끌어 내려고 지어낸 것임을 깨닫는다.
한편 그레이디의 편집자 테리 크래브트리가 대학의 연례 문학 행사에 참석한다는 명목으로 도시를 방문한다. 사실 그는 그레이디의 새 소설에 출판 가치가 있는지 확인하러 온 것이다. 테리는 비행기에서 만난 복장 도착자 앤토니아와 함께 개스켈의 파티에 참석하지만, 곧 제임스에게 빠져들어 앤토니아를 보내 버린다. 테리와 제임스는 함께 밤을 보내고, 지치고 혼란스러운 그레이디는 월터에게 세라를 사랑한다고 고백한다. 한편 월터는 수집품을 훔친 범인이 제임스라는 것을 깨닫게 된다.
다음 날 세라와 함께 나타난 경찰이 제임스를 세라의 사무실로 데려가 그가 그간 저지른 짓에 대한 처분을 세라와 논하게 한다. 수집품이 들어 있을 그레이디의 차는 분실되고, 그레이디는 일전에 한 친구에게 꾸어 주었던 돈 대신 받았던 자신의 차가 실은 도난품이 아니었나 의심하게 된다. 그레이디는 차를 되찾지만 차의 원래 주인이 나타나면서 그와 다투다가 원고 대부분을 날려 버린다. 차의 원 주인은 조수석에 그의 아내를 태운 채 그레이디를 대학까지 데려다 준다. 그레이디는 상황을 바로잡으려면 어려운 선택을 해야 함을 깨닫고, 수집품을 차 주인의 아내에게 넘긴다. 테리는 월터에게 제임스를 고소하지 않는 대신 먼로와 조 디마지오를 다룬 그의 책을 출판하겠다고 제안한다.
결국 해나는 편집자가 되고, 자퇴한 제임스는 뉴욕으로 이사해 소설을 다듬는다. 그레이디는 최근 겪은 일들을 바탕으로 새 책을 완성하고, 세라와 두 사람의 아이가 집으로 돌아오는 모습을 지켜본다.

## 출연진
- 마이클 더글러스
- 토비 매과이어
- 프랜시스 맥도먼드
- 케이티 홈스
- 립 톤
- 로버트 다우니 주니어
- 리처드 토머스
- 제인 애덤스
- 앨런 튜딕
- 조지 그리자드
- 켈리 비숍
- 필립 보스코

## 기타 제작진
- 협력 제작: 리사 그런디
- 배역: 맬리 핀
- 미술: 지닌 오퍼월
- 의상: 베어트릭스 어루너 퍼스토르